# Nicolas Von Mally
 (juin 2015).
Nicolas Von Mally est un homme politique mauricien. Il exerce les fonctions de ministre de Rodrigues et de la pêche.